# Hijiki
Sargassum fusiforme
Espèce
Le hijiki ou hiziki, Sargassum fusiforme, est une algue brune ressemblant à des nouilles noires. Elle est utilisée dans la cuisine japonaise, également cultivée et consommée en Corée et en Chine. Elle est introduite aussi dans l'alimentation macrobiotique aux Etats-Unis dans les soupes, les sandwichs, les salades, les crêpes ou en condiment. On peut la faire cuire à la vapeur, la faire sauter ou la faire mijoter. 

## Composition
Les hijikis séchées sont composées de 17 % d'eau, 5,6 % de protéines, 0,8 % de lipides, 29,8 % de glucides, 13 % de fibres et 34 % de minéraux.
Elles contiennent différents polysaccharides. Leurs parois cellulaires structurelles contiennent de la chitine entourant la cellulose ; le mucilage intercellulaire est composé de fucoïdane et d'acide alginique ; enfin elles stockent du  laminarane (beta-1,3 glucane).
Par rapport à d'autres espèces, l'algue est relativement pauvre en vitamines, mais exceptionnellement riche en calcium (1 400 mg pour 100 g, à comparer à une teneur de 800 mg pour les laminaires, de 100 mg pour le lait, et de 24 mg pour le chou).

## Récolte et consommation

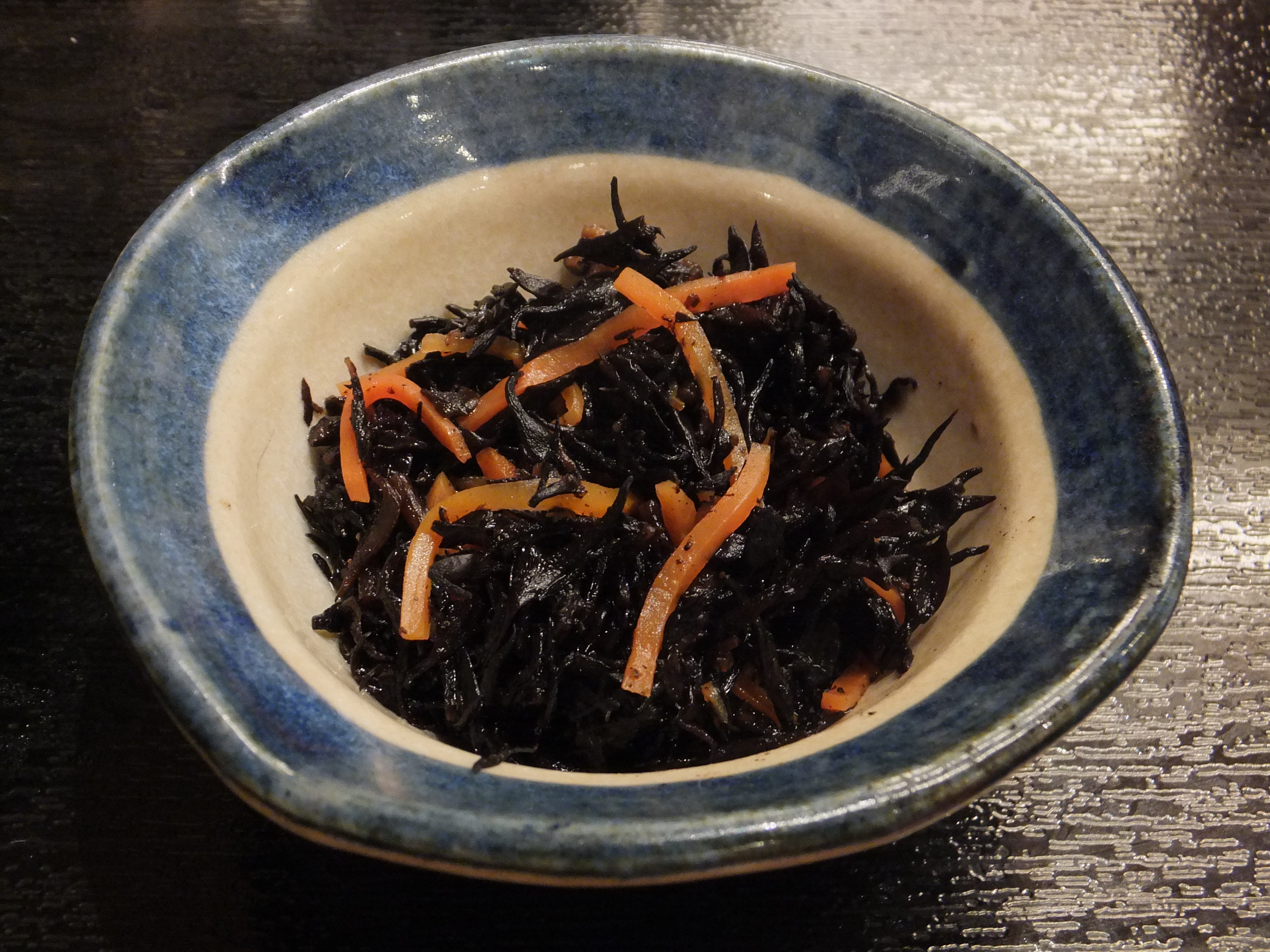
Assiette de hijikis.

La partie comestible de cette algue dendroïde est ébouillantée, puis séchée en plein vent. L'ébullition permet de dégager les tanins qui lui donnent un côté astringent. Le séchage provoque l'émiettement des feuilles en filament de type brindille. Au Japon, l'algue est couramment consommée, mais à moindre fréquence que d'autres espèces. En 1971, on relevait une consommation moyenne de 20 grammes par habitant, contre 208 grammes pour le nori, 320 grammes pour le kombu, et 972 grammes pour le wakamé.

## Mise en garde
Plusieurs agences gouvernementales recommandent aux consommateurs d'éviter de consommer le hijiki, en raison de sa teneur sensiblement plus élevée en arsenic inorganique en comparaison avec les autres algues comestibles,,. En France, les hijikis ne font pas partie de la liste des algues autorisées à la consommation humaine et leur commercialisation est officiellement destinée aux sels de bains.

## Synonymes
- Cystophyllum fusiforme Harv.
- Hizikia fusiformis (Harv.) Okamura
- Turbinaria fusiformis (Harv.) Yendo